# Дівяцький потік
Дівяцький потік (словац. Diviacky potok) — річка; права притока Турця, протікає в окрузі Турчянські Теплиці.
Довжина приблизно 4.5-5.0 км. Витік знаходиться в масиві Турчанська улоговина — на висоті приблизно 540 метрів.
Протікає територією села Дубове і міста Турчянські Теплиці.. Впадає в Турець на висоті приблизно 480—485 метрів.